# Jan Kostohryz
Jan Kostohryz (23. srpna 1911 Praha – 25. listopadu 1978 Praha) byl český palubní radiotelegrafista a pilot britského královského letectva Royal Airforce (RAF) a poslední válečný velitel 311. československé bombardovací peruti RAF.

## Život
Jan Kostohryz vyrostl jako syn malíře pokojů v Hluboké nad Vltavou a maturoval na reálném gymnáziu v Českých Budějovicích. Po ukončení základní vojenské služby se rozhodl pro dráhu důstojníka z povolání a po následném studiu a různých vojenských pozicích byl propuštěn z vojenské služby v československé armádě 30. června 1939. V únoru 1940 ilegálně překročil hranice protektorátu a přes Slovensko, Maďarsko, Jugoslávii a Sýrii se dostal do Francie, odkud 7. července 1940 přes Gibraltar odplul do Anglie, kde se následně stal jedním ze zakládajících členů 311. československé bombardovací peruti. Vzhledem ke své předchozí vojenské kvalifikaci zpočátku létal jako palubní radiotelegrafista, než v prosinci 1942 ukončil pilotní výcvik (část absolvoval v Kanadě). Od dubna 1943 již létal jako pilot – kapitán letounu a postupně byl jmenován kapitánem letky a povýšen na Squadron Leadera, štábního kapitána, Wing Commandera a následně ustanoven posledním válečným velitelem 311. peruti. Po odlétání celkem 75 bojových misí v celkovém čase 592 operačních hodin byl na jaře 1945 navržen k udělení Řádu za vynikající službu (anglicky: Distinguished Service Order – DSO), který obdržel jako jediný československý bombardovací letec. 
Do Československa se vrátil v červenci 1945 a působil v různých armádních pozicích, k čemuž mu po nástupu KSČ k moci zpočátku pomáhalo i jeho členství ve straně, do které vstoupil v lednu 1948. Počátkem padesátých let byl však zatčen a obviněn ze členství v ilegální organizaci svého bratrance Josefa Kostohryze. Měl údajně shromažďovat špionážní zprávy o Československé armádě. Ve vykonstruovaném procesu byl 3. února 1954 odsouzen za velezradu a vyzvědačství k 16 letům odnětí svobody. Více než šest let strávil v uranových dolech na Jáchymovsku a ve věznici v Leopoldově, než byl v květnu 1960 na základě amnestie propuštěn na svobodu. V květnu 1969 byl rehabilitován a v březnu 1970 mu byla navrácena hodnost plukovníka. Následkem let věznění se mu výrazně zhoršovalo zdraví, než zemřel v Praze ve věku 67 let.

## Rodina
Byl krátce ženat s Robertou Cochraine-Muir (1945-1947), dcera Busa Cochraine-Muir (nar. 2. prosince 1945). Syn Miroslav Pekárek (1939-1983).
Básník a překladatel, Josef Kostohryz, byl jeho bratrancem. Humanitární pracovník, Petr Kostohryz, je vnukem jeho mladšího bratra Antonína Kostohryze.

## Vyznamenání
- Československý válečný kříž (čtyřikrát)
- Československá medaile za chrabrost před nepřítelem
- Československá medaile Za Zásluhy 1. stupně
- Československý vojenský řád bílého lva Za vítězství
- Řád za vynikající službu (Distinguished Service Order)
- Atlantic Star
- Defence Medal
- Orden partyzanske zvijezde